# Barbara Pollastrini
Barbara Pollastrini (ur. 30 września 1947 w Darfo Boario Terme) – włoska polityk, nauczyciel akademicki, była minister, parlamentarzystka.

## Życiorys
W trakcie protestów z 1968 zaangażowała się w działalność maoistycznej organizacji pod nazwą Servire il Popolo. Ukończyła studia na Uniwersytecie Bocconi, kształciła się również w paryskiej École pratique des hautes études. Następnie podjęła pracę jako wykładowca akademicki na Uniwersytecie w Mediolanie.
Wstąpiła do Włoskiej Partii Komunistycznej, została przewodniczącą jej miejskich struktur w Mediolanie, a także radną miejską. Po przekształceniu tego ugrupowania należała do Demokratycznej Partii Lewicy. W latach 1992–1994 sprawowała mandat posłanki do Izby Deputowanych XI kadencji.
W połowie lat 90. oskarżona w ramach afer korupcyjnych (tzw. Tangentopoli), w 1996 została ostatecznie oczyszczona ze wszystkich zarzutów. Powróciła do działalności partyjnej, zasiadała we władzach krajowych Demokratów Lewicy. W 2001 i 2006 ponownie wybierana do niższej izby włoskiego parlamentu (XIV i XV kadencji).
Od 17 maja 2006 do 8 maja 2008 była ministrem ds. równouprawnienia w rządzie Romano Prodiego. W 2007 przystąpiła ze swoim ugrupowaniem do Partii Demokratycznej. W wyborach w 2008, 2013 i 2018 uzyskiwała reelekcję na XVI, XVII i XVIII kadencję.